# Mount Pearl (Terra Nova e Labrador)
Mount Pearl é uma cidade na província canadense de Terra Nova e Labrador. Sua área é de 15.76 quilômetros quadrados, e sua população é de 23,120 habitantes (no censo nacional de 2016).